# Alfredo Ramos (calciatore)
Alfredo Ramos (15 febbraio 1906 – ...) è stato un calciatore portoghese, di ruolo attaccante.

## Carriera
Ha esordito con la Nazionale portoghese nel 1928 prendendo parte alle Olimpiadi.

## Palmarès

### Club

#### Competizioni nazionali
- Coppa del Portogallo: 2

Belenenses: 1927, 1929